# 青木良元
青木 良元（あおき よしもと、1941年10月24日 - 2018年7月3日）は日本の実業家。利根コカ・コーラボトリング（現コカ・コーラボトラーズジャパン）代表取締役社長、取締役相談役。キッコーマン常勤顧問、フードケミファ（旧紀文フードケミファ、現キッコーマンソイフーズ）取締役。

## 略歴
1965年（昭和40年）法政大学社会学部卒業。同年、利根コカ・コーラボトリング入社。営業所長、本社営業部長、経営企画室長などを経て、1999年（平成11年）3月代表取締役社長、2007年（平成19年)3月取締役相談役、4月キッコーマン株式会社常勤顧問、6月フードケミファ（現キッコーマンソイフーズ）取締役。